# Die Galaktischen
Die Galaktischen (spanisch Los Galácticos) ist eine Bezeichnung für die Ansammlung von weltbekannten Fußballspielern beim Fußballverein Real Madrid. Der spanische Begriff Galácticos entstand während der von 2000 bis 2006 laufenden ersten Vereinspräsidentschaft von Florentino Pérez, als er es sich zur Aufgabe machte, jedes Jahr einen neuen Superstar, einen Galáctico, zu verpflichten. Der Plural Galácticos steht sowohl für die damalige Mannschaft von Real Madrid als auch für die Spieler, die in dieser Zeit verpflichtet wurden.
Der Name wird in positivem und im negativen Zusammenhang genannt. Ursprünglich wurde er von der spanischen Presse als Begriff für die Besonderheit und Außergewöhnlichkeit der Ansammlung von Weltstars genutzt. Später, nach den titellosen Jahren in der zweiten Hälfte der ersten Präsidentschaft von Florentino Pérez, wurde Galácticos immer wieder mit „guten Vermarktungsmöglichkeiten“ und „kurzfristigen Erfolgen“ in Verbindung gebracht.
Vor allem die Tatsache, dass sich das „Galáctico-Prinzip“ nicht auf Dauer durchsetzen konnte, hat zu einer negativeren Begrifflichkeit beigetragen. Mittlerweile ist Pérez jedoch nach Ramón Calderóns Rücktritt 2009 als Präsident zurückgekehrt und verfolgt dabei, unterbrochen von einer ruhigeren Phase unter Trainer und Sportchef José Mourinho, eine ähnliche Transferpolitik wie in seiner ersten Amtsperiode.

## Die ersteGaláctico-Ära
Zwar erhielt die Bezeichnung Galácticos erst unter Florentino Pérez ihre heutige Bedeutung, die Ursprünge finden sich jedoch schon viel früher in der Geschichte von Real Madrid.
In den frühen 1950er Jahren begann Präsident Santiago Bernabéu, nach dem heute das Heimstadion von Real Madrid benannt ist, mit der Verpflichtung der damals wohl besten Spieler der Welt. So stießen zwischen 1953 und 1958 unter anderem Spieler wie Héctor Rial, Francisco Gento, Alfredo Di Stéfano, José Santamaría, Ferenc Puskás und Raymond Kopa zum Verein und bildeten dort eine Art Weltauswahl, die unter anderem von 1956 bis 1960 die ersten fünf Austragungen des gerade neu ins Leben gerufenen Europapokal der Landesmeister gewann.

### Los Galácticos
Die erste Galáctico-Ära begann im Jahr 2000 mit der Verpflichtung von Luís Figo und endete spätestens mit dem Wechsel David Beckhams 2007 in die MLS.
Die ursprünglichen Galácticos waren:
| Saison der Verpflichtung | Spieler         | Bemerkung | vorheriger Verein | Transfersumme in Euro      | Abschied aus Madrid | neuer Verein     |
| ------------------------ | --------------- | --- | ----------------- | -------------------------- | ------------------- | ---------------- |
| 2000/01                  | Luís Figo       | | FC Barcelona      | 60.000.000                 | 2005                | Inter Mailand    |
| 2001/02                  | Zinédine Zidane | Ballon d’Or 1998, FIFA-Weltfußballer 1998, 2000; zu diesem Zeitpunkt teuerster Transfer der Fußballgeschichte | Juventus Turin    | 73.500.000                 | 2006                | Karriereende     |
| 2002/03                  | Ronaldo         | Ballon d’Or 1997, FIFA-Weltfußballer 1996, 1997; Weltmeister 1994, 2002                                       | Inter Mailand     | 45.000.000                 | 2007                | AC Mailand       |
| 2003/04                  | David Beckham   | | Manchester United | 37.500.000                 | 2007                | LA Galaxy        |
| 2004/05                  | Michael Owen    | Ballon d’Or 2001                                                                                              | FC Liverpool      | 12.000.000 + Antonio Núñez | 2005                | Newcastle United |

Zu Beginn der Saison 2005/06 wurde der brasilianische Flügelspieler Robinho vom FC Santos für 24 Mio. Euro verpflichtet. Er wird meist jedoch nicht als Galaktischer bezeichnet, weil er bei seiner Ankunft in Madrid nicht als ausgereifter Weltklassespieler, sondern eher als hochtalentierter Nachwuchsakteur galt.
Ebenso gibt es geteilte Meinungen über den Status von Michael Owen. In manchen Augen galt er, aufgrund der vergleichsweise niedrigen Ablösesumme, des schlechteren Vermarktungspotentials und seiner eher nebensächlichen Rolle im Team (fungierte meist nur als Ersatzspieler) nicht als Galáctico.
Ergänzt wurden die Neuverpflichtungen durch bereits etablierte und selbst ausgebildete Spieler. Dazu zählen:
- Raúl – aus dem eigenen Nachwuchs
- Iker Casillas – aus dem eigenen Nachwuchs
- Roberto Carlos – wurde 1996, vor Pérez’ Amtszeit, verpflichtet

### Historie

#### Pérez wird Präsident

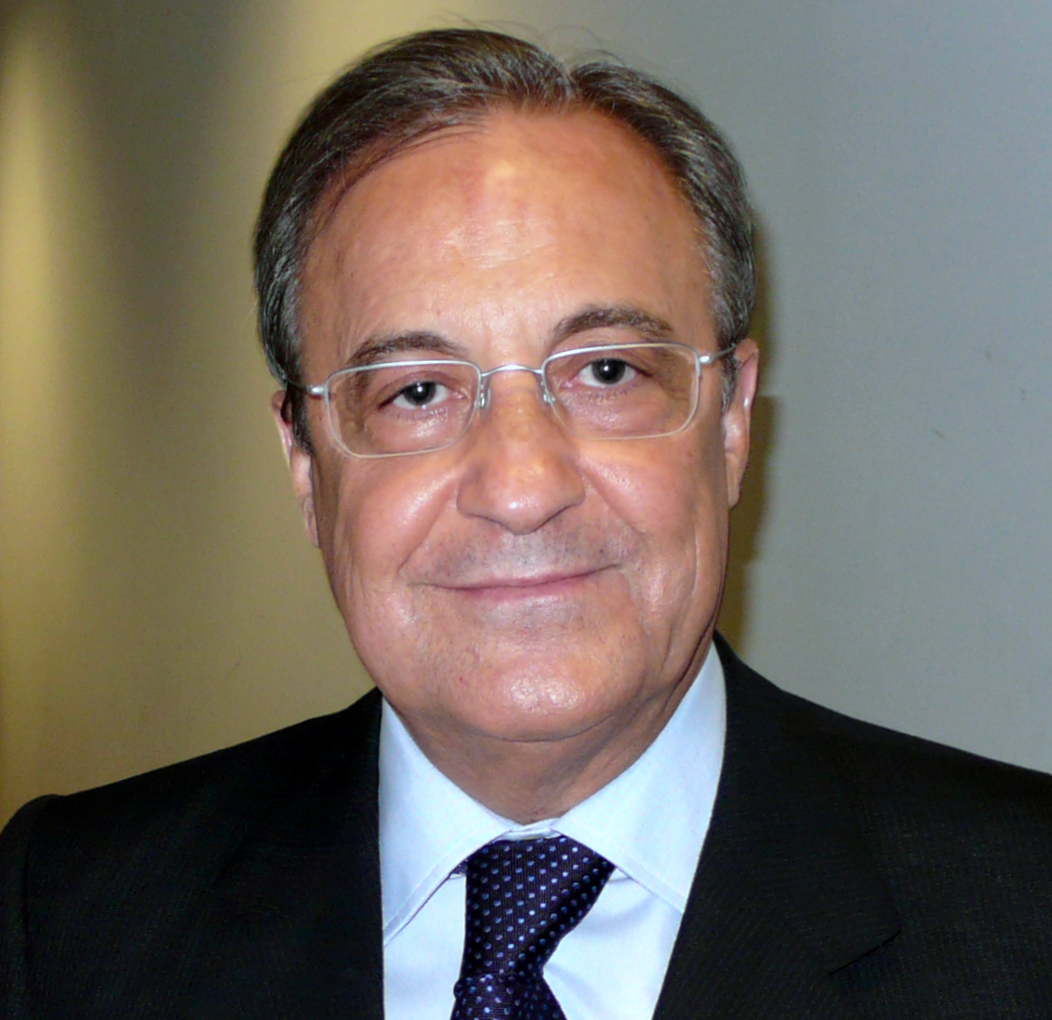
Florentino Pérez

Das Projekt Galácticos begann im Juli 2000 mit der anstehenden Präsidentschaftswahl. Nach 1998 hatten die Königlichen gerade ihren achten Champions-League-Titel gewonnen und alles sah nach einer Wiederwahl von Amtsinhaber Lorenzo Sanz aus. Doch Pérez hatte aus den Fehlern seiner ersten Kandidatur 1995 (er verlor die Wahl gegen Ramón Mendoza mit ca. 700 Stimmen) gelernt und konzentrierte sich, neben seiner Kritik am Missmanagement des Vereins, vor allem auf teure Neuzugänge und eine aggressive Transferpolitik. Er versprach, im Falle eines Sieges bei der Präsidentschaftswahl, Kapitän und Publikumsliebling Luís Figo vom Erzrivalen FC Barcelona loszueisen und als Neueinkauf zu präsentieren.
Pérez konnte mit 16.469 Stimmen gegenüber 13.302 Stimmen für Sanz die Wahl für sich entscheiden und löste nur wenige Tage später sein Wahlversprechen ein, indem er den portugiesischen Nationalspieler für ca. 60 Mio. Euro verpflichtete und als erste Neuverpflichtung präsentierte. Diese 60 Mio. waren zum damaligen Zeitpunkt die höchste je gezahlte Ablösesumme für einen Fußballspieler. Das sollte sich jedoch schon im Jahr darauf mit dem Transfer des Franzosen Zinédine Zidane ändern. Pérez überwies 73,5 Mio. Euro an Juventus Turin und hatte neben einem neuen Transferrekord die Galácticos erschaffen.
Im Zuge der Sanierungsmaßnahmen verkaufte Pérez das alte Trainingsgelände Ciudad Deportiva („dt. Sportstadt“), für 487 Mio. Euro an die Privatfirmen OHL, Repsol, Mutua Madrileña und Sacyr Vallehermoso, um damit die Verbindlichkeiten des Vereins zu tilgen. Das Geschäft ging nicht ohne Kritik über die Bühne, denn der hohe Verkaufspreis des rund 14 Hektar großen Areals am Paseo de la Castellana wurde durch eine Umzonung des zuvor lediglich für sportliche Zwecke nutzbaren Grundes in Baugrund erreicht. Im Gegenzug vermarktete die Stadt Madrid einen Teil des Geländes selbst. Auf den ehemaligen Grundstücken des Vereins entstand der Wolkenkratzerkomplex Cuatro Torres Business Area. Die Sanierung des Vereins wurde während Pérez’ Präsidentschaft auch weiter fortgeführt. Von einem Teil des Geldes wurde ein neues, hochmodernes Trainingszentrum, die Ciudad Real Madrid, errichtet, auf dem seit 2005 trainiert wird.
Das neue Transferkonzept wurde zunächst als Zidanes y Pavones bezeichnet. Teure Neuzugänge (wie Zidane) sollten mit talentierten und spielstarken Eigengewächsen (wie dem damals aufstrebenden Francisco Pavón) kombiniert werden.

#### Schnelle Erfolge
Schon kurz nach den ersten „Großeinkäufen“ schien sich das Modell Galácticos zu bewähren. 2001 wurde man überlegen Meister und stellte mit Raúl González auch den Pichichi.
Zinédine Zidane entschied 2002 mit einem Kunstschuss das Champions-League-Finale, das man mit 2:1 gegen Bayer 04 Leverkusen gewann. In der darauffolgenden Saison wurde der 29. Meistertitel gewonnen. Neuzugang Ronaldo erzielte 23 Tore und war somit Teil der besten Offensive im spanischen Profifußball.
Doch auch außerhalb des Platzes konnten Erfolge erzielt werden. Spätestens mit der Verpflichtung von David Beckham begann der Siegeszug der Galácticos im Marketingbereich. Vor allem in Asien wurden sehr viele Sympathien und Anhänger gewonnen und so ist man seit 2005/06 der einkommensstärkste Fußballverein der Welt. Diese Einnahmen finanzierten natürlich in den Folgejahren zum Teil auch das Projekt Galácticos. Nach dem Meistertitel im Jahr 2003 kam es jedoch zu einem Knick in der, scheinbar unendlichen, Erfolgskurve. In den kommenden drei Jahren ging man, sowohl national als auch international, leer aus und musste zu allem Überfluss auch noch dem großen Rivalen aus Katalonien die Erfolge überlassen.

#### Das Scheitern derGalácticos
Es gibt mehrere, unterschiedliche Meinungen und Gründe für den kurzzeitigen Erfolg der „Weltauswahl“:
Problematik bei den Defensiv-Transfers
Florentino Pérez war kein großer Fan des defensiven Fußballs. Er wollte mit spielstarken und torgefährlichen Offensivakteuren schönen und spektakulären Fußball zelebrieren. Seiner Meinung nach sei dies mit defensiv ausgerichteten Spielern nicht möglich. Das führte dazu, dass Pérez nicht bereit war hohe Ablösesummen für Abwehrspieler zu bezahlen. 2004 scheiterte aus diesen Gründen ein möglicher Transfer Patrick Vieiras vom FC Arsenal. Kurz nach der Verpflichtung David Beckhams verließ „Mittelfeldmotor“ Claude Makélélé den Klub. Makélélé hatte den Klub um einen Vertrag mit verbesserten Konditionen gebeten, der ihm aber aus oben genannten Gründen versagt blieb.
Präsident Florentino Pérez bezeichnete Makélélé daraufhin als ersetzbar und kritisierte dessen Spielweise.

„Wir werden Makélélé nicht vermissen. Seine technischen Fähigkeiten sind durchschnittlich, ihm fehlt es an Geschwindigkeit und Technik um im eins gegen eins zu bestehen und 90 % seiner Aktionen verlaufen nach hinten oder zur Seite. Er war kein guter Kopfballspieler, und seine Pässe waren selten länger als drei Meter. Es werden jüngere Spieler kommen und Makélélé vergessen machen.“

Diese Meinung teilten aber nur wenige. So kritisierte Makélélés Landsmann Zinédine Zidane den Transfer ebenso wie der ehemalige Real-Kapitän Fernando Hierro:

„(…) Der Verlust von Makélélé war der Anfang vom Ende für Los Galácticos (…).“

Mit dieser Aussage sollte Hierro recht behalten. Nach Makélélés Wechsel konnte Real Madrid die „Sechser-Position“ nicht mehr adäquat besetzen und verlor somit eine wichtige Säule im Team.
Die wenigen Defensivspieler, die Pérez’ während seiner Amtszeit verpflichtete (darunter Walter Samuel, Thomas Gravesen, Carlos Diogo, Pablo García und Cicinho) konnten sich allesamt, nie in Madrid behaupten, geschweige denn die oft inflationär verteilten Vorschusslorbeeren rechtfertigen. Innenverteidiger Francisco Pavón, Namensgeber für Zidanes y Pavones, konnte sich bei Real Madrid nicht durchsetzen und verließ den Verein 2007 Richtung Zaragoza.
Die Entlassung von Trainer Vicente del Bosque
Mit der vollkommen überstürzten Entlassung von Vicente del Bosque nach dem Gewinn der 29. Meisterschaft, da dessen Fußball nicht spektakulär genug war, begann bei Real Madrid eine Trainer- und Vorstands-Odyssee, die frühestens mit der erneuten Verpflichtung von Fabio Capello beendet wurde. Bis 2007 versuchten sich fünf Trainer und vier Sportdirektoren beim Hauptstadtklub. Grund der Entlassung waren wohl Differenzen zwischen Pérez, del Bosque und dessen Spielern Fernando Hierro, Fernando Morientes, Steve McManaman und Claude Makélélé. Morientes, Hierro und McManaman hatten sich vehement für die Vertragsverbesserung von Mitspieler Makélélé eingesetzt um einem möglichen Wechsel des Franzosen vorzubeugen. Kurz nach der Entlassung del Bosques verließen alle vier Spieler den Verein.
Noch wichtiger war del Bosque jedoch als Kopf der Galácticos. Er verstand es wie kein anderer Trainer, die Weltstars zu einem funktionierenden, ausgeglichenem Team zu formen, in dem alle für jeden arbeiten. So wurde aus den Einzelspielern, in Kombination mit jüngeren Nachwuchstalenten und erfahrenen Akteuren, eine spielerisch und technisch fast perfekte Mannschaft. Wie wichtig del Bosque für den Verein war, zeigen die Titel, die er mit Madrid zwischen 1999 und 2003 gewinnen konnte.
- Primera División: 2001, 2003
- Supercopa de España: 2001
- UEFA Champions League: 2000, 2002
- UEFA Super Cup: 2002
- Weltpokal: 2002

Persönliche Auszeichnungen als Trainer
- UEFA Club Football Awards Trainer des Jahres: 2000, 2002
- Fußball-Weltclubtrainer des Jahres: 2002[2]

Interessenkonflikte zwischen Trainern, Spielern und Präsident
Eine Woche nach der Ankunft von David Beckham wurde mit Carlos Queiroz, zuvor Co-Trainer bei Manchester United, ein neuer Trainer vorgestellt. Queiroz war angeblich von Pérez angehalten, die Starspieler ohne Rücksicht auf eventuelle Formschwankungen oder schwache Leistungen dauerhaft spielen zulassen und sie nicht in ein taktisches System zu pressen. Auch langjährige Spieler und Aushängeschilder des Vereins, wie Raúl in der Saison 2004/05, profitierten davon. Michael Owen erzielte trotz seiner wenigen Einsatzminuten (1718 Minuten in 32 Saisonspielen) vier Saisontore mehr als El siete (Spitzname von Raúl) und befand sich während der kompletten Saison unübersehbar in einer besseren Form. Trotzdem musste er sich meist mit einem Platz auf der Bank abfinden und fungierte vorzugsweise als Edeljoker. Resultat dieser Mannschaftspolitik war ein enttäuschender vierter Tabellenplatz nach der Saison 2003/2004, die Niederlage im Pokalfinale gegen Real Saragossa und die Entlassung von Queiroz.
Transfers aus Marketinggründen
Mit Luís Figo besaß man seit 2000 einen der weltbesten Spieler im rechten Mittelfeld. Ungeachtet dessen verpflichtete man drei Jahre später mit David Beckham einen weiteren rechten Flügelspieler; weniger wegen seines Nutzens für die Mannschaft, sondern eher aufgrund seiner großen Bekanntheit und Popularität, vor allem in Asien.
So musste in den Folgejahren entweder Figo auf den linken Flügel ausweichen oder Beckham die Rolle als zentral defensiver Mittelfeldspieler einnehmen.
Beckham galt außerdem als das genaue Gegenstück von Ronaldinho, der im selben Sommer zum Ligakonkurrenten FC Barcelona wechselte. Man erhoffte sich durch Beckhams höhere Bekanntheit und seinen vielfach, vor allem in den Boulevardmedien, thematisierten Lebenswandel weitere Sympathien. Um den „Beckham-Hype“ voll auszunutzen, ging man vor der Saison 2003/2004 auf eine US-Tour und auf eine 19-tägige Reise quer durch Asien, die geschätzte zehn Millionen Euro einbrachte. Das weltweite Interesse war so groß, dass einige die Asientour mit dem ersten Besuch der Beatles in den USA verglichen. In den nächsten Jahren sollte Ronaldinho, national und international, mit dem FC Barcelona weitaus erfolgreicher abschneiden als Beckham und „seine“ Galácticos.
Schlechte Transferentscheidungen
Neben den Transferproblemen um Makélélé und Vieira kam es 2004 zu einer weiteren, folgenschweren Fehlentscheidung. Seit 1998 stand Samuel Eto’o im Profikader von Real Madrid. Weil er dort jedoch kaum zum Einsatz kam, sollte er durch Ausleihgeschäfte bei kleineren Vereinen Spielpraxis sammeln. So spielte er 1999 bei RCD Espanyol Barcelona und in der Saison 1999/2000 auf der Baleareninsel bei RCD Mallorca. Dort konnte er mit sechs Toren in 13 Spielen überzeugen und so kaufte Mallorca nach der Saison 50 % an Eto'os Transferrechten. Real Madrid besaß jedoch ein Vorkaufsrecht für den Fall, dass Eto'o Mallorca verlassen sollte. Florentino Pérez verkaufte 2004 die andere Hälfte der Transferrechte an Mallorca, mit der Begründung, dass Madrid mit Raúl González und Ronaldo bereits die besten Stürmer der Primera División besitze und außerdem im Kader kein Platz für einen nicht EU-Spieler sei, der zu allem Überfluss voraussichtlich auch alle zwei Jahre aufgrund des Africa Cup of Nations zu Jahresbeginn fehlen werde. Stattdessen verpflichtete der spanische Rekordmeister Michael Owen, der Madrid nach einer Saison wieder verließ. RCD Mallorca verkaufte Eto'o schließlich für 27 Mio. Euro an den FC Barcelona, dem er zu drei Ligatiteln und zwei Champions-League-Triumphen verhalf. 2006 wurde Eto'o mit 26 Toren Torschützenkönig in der spanischen Liga.

#### Das Ende der erstenGaláctico-Ära
Nach drei titellosen Jahren und dem zweimaligen Ausscheiden im Achtelfinale der UEFA Champions League trat Pérez am 27. Februar 2006 nach einem 0:0 gegen den FC Arsenal als Präsident von Real Madrid zurück. Während seiner Präsidentschaft drückte er den Schuldenberg von anfangs knapp einer halben Milliarde Euro erheblich und machte Real Madrid zu einem der wirtschaftlich solidesten Vereine auf der Welt. So stiegen die Einnahmen aus Eintrittskarten von ca. 40 Mio. auf geschätzte 90 Mio. Euro, die Einnahmen aus Sponsorenverträgen wurden versechsfacht und die Marketingeinnahmen lagen 2006 bei 140 Mio. Euro (zuvor ca. 40 Mio. Euro).

„Heute sind unsere Einnahmen viel höher als unsere Ausgaben. Ein Zeichen dafür, dass mein Modell gefruchtet hat. Das Eigentum des Vereins, das wir verkaufen mussten, haben wir in der Zwischenzeit wieder bekommen und bauen die Marke Real Madrid mit einem runderneuerten Stadion und einer komplett neuen Ciudad Deportiva weiter aus. Erst einmal mussten wir unsere Schulden tilgen. Das war nach dem Verkauf der Ciudad Deportiva nun kein Problem mehr. Dabei habe ich natürlich meine Kontakte spielen lassen, um das Höchstmögliche für Real zu erzielen. Aber damit war nur ein Problem beseitigt. Real musste wieder zu dem werden, was es früher einmal war. Real musste zu einem eigenständigen Verein werden, der nicht von Millionen anderer abhängig war. Deshalb wurden die gesamten Strukturen des Vereins erneuert, besonders in Sachen Marketing wurde einiges neu strukturiert, weswegen Real heutzutage mehr Wert ist, als alle anderen Vereine auf der Welt. Ein weiterer Punkt waren Transfers. Natürlich mussten neue Spieler her, aber sie sollten nicht nur sportlich weiterhelfen, sondern auch wirtschaftlich Sinn ergeben. Spieler wie Figo, Zidane, Ronaldo und vor allem Beckham, haben aus rein wirtschaftlicher Sicht dem Verein enorm geholfen. Nicht nur deren Ablösesumme und deren gesamtes Gehalt + Prämien wurde durch Trikotverkäufe, Reals Anteil an ihren Sponsorengeldern und weitere Marketingmaßnahmen ausgeglichen, nein, es wurde sogar mehr Geld verdient. Durch diese komplett neue Vereinspolitik und durch die neue Infrastruktur haben wir Real, auch wirtschaftlich gesehen, zum „Non-Plus-Ultra“ des Fußballs gemacht.“

Die letzte Saison der Galácticos endete 2007 mit dem 30. Meistertitel und dem Abschied von David Beckham. Trainer Fabio Capello war während der Saison permanent mit Beckham, unter anderem aufgrund dessen schlechter Leistungen und Undiszipliniertheiten, aneinandergeraten und verbannte ihn zwischenzeitlich auf die Tribüne. Noch vor Saisonende stand Beckhams Wechsel in die USA fest und so war er der letzte der „Großen Vier“, die Madrid verließen. Luís Figo war zwei Jahre zuvor in die Serie A nach Italien, zu Inter Mailand, gewechselt, Zidane beendete nach der Fußball-Weltmeisterschaft 2006 seine Karriere und Ronaldo wechselte in der Winterpause 2007 zum AC Mailand.

## Die zweiteGaláctico-Ära
Die Saison 2008/09 geriet nach zuletzt zwei Meisterschaften in Folge für Los Merengues zu einem Albtraum. Die Rivalen aus Barcelona konnten das Triple gewinnen und wurden mit neun Punkten Vorsprung vor Madrid überlegen spanischer Meister. Auch in der Champions League lief es nicht gut und man schied, das fünfte Mal in Folge, im Achtelfinale aus. Nach einer 0:1-Niederlage zu Hause gegen den FC Liverpool, musste man sich an der Anfield Road mit 0:4 geschlagen geben. Zu allem Überfluss gingen beide Clásicos verloren und im Pokal schied man in der ersten Runde beim Drittligisten Real Unión de Irún aus. Nach immer schlechter werdenden Leistungen und inzwischen zwölf Punkten Rückstand auf Tabellenführer Barcelona wurde Mitte der Saison Trainer Bernd Schuster entlassen. Juande Ramos, zuvor Trainer bei Tottenham Hotspur, wurde als neuer Trainer vorgestellt und konnte aus 17 Spielen, 49 von 51 möglichen Punkten einfahren. Nach der deutlichen 2:6-Niederlage im Clásico vor heimischem Publikum folgten vier weitere Niederlagen in Folge.
Schon im Januar 2009 war Präsident Ramón Calderón aufgrund von falschen Entscheidungen auf dem Transfermarkt und Bestechungsvorwürfen rund um seine Wahl zum Präsidenten zurückgetreten. Nachdem Vicente Boluda das Präsidentenamt vorübergehend übernommen hatte, waren für Mitte Juni Neuwahlen angesetzt. Nach dreijähriger Schaffenspause wollte Florentino Pérez den Besten Verein des 20. Jahrhunderts wieder an die Spitze Europas führen und so präsentierte er unter großem Medieninteresse seine Zukunftspläne für den Verein. Wie schon bei seiner zweiten Kandidatur 2000, versprach er den Fans, im Estadio Santiago Bernabéu neue Weltstars zu präsentieren und den Verein wirtschaftlich noch weiter nach vorne zu bringen. Schon nach kurzer Zeit kristallisierte sich Pérez als Topfavorit auf das Präsidentenamt heraus und nach und nach zogen alle anderen Kandidaten ihre Kandidatur zurück. So begann am 1. Juni 2009 die zweite Amtszeit des Madrider Bauunternehmers.

### Galácticos2.0
Pérez’ erste Amtshandlung ließ gerade mal 24 Stunden auf sich warten. Einen Tag nach seinem Amtsantritt präsentierte er Manuel Pellegrini als Trainer und Kopf der neuen Galácticos.
In den folgenden Monaten der Sommertransferperiode leitete Pérez eine komplette Runderneuerung des Kaders ein. 13 Spieler verließen den Hauptstadtklub, zehn neue wurden wiederum vorgestellt. Damit begann die zweite Ära der Galácticos:
| Saison  | Spieler           | alter Verein      | Ablöse1   | Bemerkung                                                                           | Abschied               | neuer Verein                     |
| ------- | ----------------- | ----------------- | --------- | ----------------------------------------------------------------------------------- | ---------------------- | -------------------------------- |
| 2009/10 | Kaká              | AC Mailand        | 65 Mio.   | Ballon d’Or 2007, FIFA-Weltfußballer 2007                                           | 2013                   | AC Mailand                       |
| 2009/10 | Cristiano Ronaldo | Manchester United | 94 Mio.   | Ballon d’Or 2008, FIFA-Weltfußballer 2008; teuerster Transfer der Fußballgeschichte | 2018                   | Juventus Turin                   |
| 2009/10 | Karim Benzema     | Olympique Lyon    | 35 Mio.   |                                                                                     | 2023                   | Al-Ittihad                       |
| 2009/10 | Xabi Alonso       | FC Liverpool      | 35,4 Mio. | Europameister 2008                                                                  | 2014                   | FC Bayern München                |
| 2012/13 | Luka Modrić       | Tottenham Hotspur | 30 Mio.   |                                                                                     |                        |                                  |
| 2013/14 | Gareth Bale       | Tottenham Hotspur | 101 Mio.  | (Inoffiziell) teuerster Transfer der Fußballgeschichte                              | 2020–2021 (Leihe) 2022 | Tottenham Hotspur Los Angeles FC |
| 2014/15 | Toni Kroos        | FC Bayern München | 25 Mio.   | Weltmeister 2014                                                                    | 2024                   |                                  |
| 2014/15 | James Rodríguez   | AS Monaco         | 80 Mio.   | Torschützenkönig der WM 2014                                                        | 2017–2019 (Leihe) 2020 | FC Bayern München FC Everton     |

1 in Euro
Wie schon bei den ersten Galácticos wurden die neuen Stars durch Eigengewächse, weitere Verpflichtungen oder bereits etablierte Spieler ergänzt:
- Raúl – aus dem eigenen Nachwuchs und ehemaliger Mannschaftskapitän, wechselte 2010 zum FC Schalke 04
- Iker Casillas – aus dem eigenen Nachwuchs, mehrmaliger Welttorhüter und ehemaliger Kapitän, wechselte 2015 zum FC Porto
- Sergio Ramos – wurde 2005 noch unter Pérez’ verpflichtet, entwickelte sich jedoch erst danach zum Führungsspieler
- Pepe – kam 2007 für 30 Mio. Euro vom FC Porto
- Gonzalo Higuaín – kam 2007 für 12 Mio. von River Plate
- Ángel Di María – kam 2010 für 25 Mio. von Benfica Lissabon
- Mesut Özil – kam 2010 für 18 Mio. von Werder Bremen
- Sami Khedira – kam 2010 für 12 Mio. vom VfB Stuttgart, wechselte 2015 zu Juventus Turin

Weitere Spieler, darunter die spanischen Europameister Raúl Albiol (15 Mio. von Valencia CF) und Álvaro Arbeloa (4 Mio. vom Liverpool FC) komplettierten Pérez’ „Einkaufstour“. Mit dem Transfer von Cristiano Ronaldo stellte Pérez, nach Figo und Zidane, bereits zum dritten Mal einen neuen Transferrekord auf.
Trotz der vielen Neueinkäufe endete auch die Saison 2009/10 titellos. Wie schon im vorigen Jahr scheiterte man frühzeitig im Pokal und blamierte sich dabei durch eine 0:4-Niederlage gegen Drittligist AD Alcorcón. In der Champions League konnte erneut der „Achtelfinalfluch“ (zum sechsten Mal in Folge kam Real Madrid nicht über das Achtelfinale hinaus) nicht gebrochen werden und man musste sich Benzemas Ex-Verein Olympique Lyon geschlagen geben. In der Liga lief es dagegen besser: Am Ende der Saison stand mit 102 Toren und 96 Punkten ein neuer Vereinsrekord zu Buche. Doch zwei Niederlagen in den Clásicos kosteten letztendlich den Meistertitel. Erwartungsgemäß musste Manuel Pellegrini den Verein nach einem Jahr wieder verlassen.
Mit der Präsentation José Mourinhos als neuem Trainer und den Abgängen von den Real-Legenden Raúl und Guti begann die Saison 2010/11 mit einem Paukenschlag. The Special One wollte keine neuen „Marketingtransfers“, sondern das Team gezielt mit jüngeren, sinnvollen Neuzugängen verstärken. Das führte unter anderem zu den Transfers von Ángel Di María (25 Mio., SL Benfica), Mesut Özil (18 Mio., Werder Bremen) und Sami Khedira (12 Mio., VfB Stuttgart). Daraufhin wurde der „Achtelfinalfluch“ in der Champions League besiegt. Ferner gewann der Verein am Saisonende nach 18 Jahren erstmals wieder die Copa del Rey. In der Saison 2011/12 führte Mourinho Real Madrid mit einem neuen landesweiten Punkte- und Torrekord zur 32. spanischen Meisterschaft. Dabei erwiesen sich aus der zweiten Ära der Galácticos insbesondere Xabi Alonso als Mittelfeldstratege, Karim Benzema als Vorbereiter und Vollstrecker sowie Cristiano Ronaldo, der mit seiner Vielzahl an Toren zahlreiche Vereins- und Ligarekorde brach, als wichtigste Stützen des Erfolges.
Die neue Generation der Galácticos strebte nun La decima an, den zehnten Champions-League-Titel Real Madrids. Zunächst schieden die Galácticos unter José Mourinho jedoch dreimal im Halbfinale des Wettbewerbs aus (2012 gegen Bayern München im Elfmeterschießen und 2013 gegen Borussia Dortmund mit insgesamt 3:4), bevor ihnen unter Mourinhos Nachfolger Carlo Ancelotti nach Siegen gegen diese beiden Vereine und im Finale gegen Atlético Madrid letztendlich der zehnte Titel gelang.
2016, 2017 und 2018 gewann Real Madrid unter Zinédine Zidane dreimal hintereinander die Champions League. Der Kader wurde daher nur geringfügig verändert. Erst zur Saison 2019/20 wurde mit Eden Hazard vom FC Chelsea wieder einer der teuersten Transfers der Fußballgeschichte getätigt.

### Erfolge
- Primera División: 2001, 2003, 2012, 2017, 2020, 2022, 2024
- Copa del Rey: 2011, 2014, 2023
- Supercopa de España: 2001, 2003, 2012, 2017, 2020, 2022
- UEFA Champions League: 2002, 2014, 2016, 2017, 2018, 2022, 2024
- UEFA Super Cup: 2002, 2014, 2016, 2017, 2022
- Weltpokal: 2002
- FIFA-Klub-Weltmeisterschaft: 2014, 2016, 2017, 2018, 2022

Individuelle Auszeichnungen
- FIFA-Weltfußballer des Jahres, FIFA Ballon d’Or und Ballon d’Or (Weltfußballer): Luís Figo (2001), Ronaldo (2002), Zinédine Zidane (2003), Cristiano Ronaldo (2013, 2014, 2016, 2017), Luka Modrić (2018), Karim Benzema (2022)
- Ballon d’Or (Europas Fußballer des Jahres): Luís Figo (2000), Ronaldo (2002)
- UEFA Best Player in Europe: Cristiano Ronaldo (2014, 2016, 2017), Luka Modrić (2018), Karim Benzema (2022)
- Bester spanischer Spieler der Primera División: Don Balón: Raúl González (2001, 2002), El País: Raúl González (2001)
- Bester ausländischer Spieler der Primera División: Luís Figo (2001), Zinédine Zidane (2002)
- Weltspielmacher: Zinédine Zidane (2006), Toni Kroos (2014), Luka Modrić (2018)
- Pichichi-Trophäe: Raúl González (2001: 24 Tore), Ronaldo (2004: 24 Tore), Cristiano Ronaldo (2011: 41 Tore; 2014: 31 Tore; 2015: 48 Tore), Karim Benzema (2022: 27 Tore)
- Alfredo-Di-Stéfano-Trophäe: Cristiano Ronaldo (2012, 2013, 2014, 2016), Karim Benzema (2020, 2022)
- Miguel-Muñoz-Trophäe: José Mourinho (2011, 2012), Carlo Ancelotti (2015, 2022), Zinédine Zidane (2020)
- Torschützenkönig der UEFA Champions League: Raúl González (2000: 10 Tore; 2001: 7 Tore), Cristiano Ronaldo (2013: 12 Tore; 2014: 17 Tore; 2015: 10 Tore, 2016: 16 Tore, 2017: 12 Tore, 2018: 15 Tore), Karim Benzema (2022: 15 Tore)
- Goldener Schuh (UEFA): Cristiano Ronaldo (2011, 2014, 2015)
- Welttorhüter: Iker Casillas (2009, 2010, 2011, 2012), Thibaut Courtois (2018)
- UEFA Club Football Awards Trainer des Jahres: Vicente del Bosque (2000, 2002), Carlo Ancelotti (2022)
- Fußball-Weltclubtrainer des Jahres: Vicente del Bosque (2002), José Mourinho (2010), Carlo Ancelotti (2014), Zinédine Zidane (2017, 2018), Carlo Ancelotti (2022)